# Aristolòquia de Bianor
L'aristolòquia de Bianor (Aristolochia bianorii) és una espècie de planta amb flors del gènere Aristolochia dins la família de les aristoloquiàcies.
Addicionalment pot rebre els noms d'aristolòquia mallorquina i herba de la gauda.

## Distribució i hàbitat
És una de les sis espècies del gènere aristolòquia autòctones dels Països Catalans i endèmica a Mallorca i Menorca. El seu hàbitat són roques calcàries en llocs carstificats.
A la Cala es Morts s'ha creat una microreserva de flora com és l'única localitat de Menorca on es troba l'herba de la gauda al natural. A Mallorca se la troba entre d'altres a la Serra de son Torrella.

## Descripció
És un geòfit, una planta enfiladissa pels arbusts de les garrigues costaneres amb fulles esparses. Les flors tenen forma tubular acabada en una mena de llengüeta. Floreix l'hivern i a la primavera de desembre al maig.

## Taxonomia
El següent nom científic és sinònim d'Aristolochia bianorii:
- Aristolochia balearica Knoche